# Tomasz Łapiński
Tomasz Łapiński (Cracovia, 1º agosto 1969) è un ex calciatore polacco, di ruolo difensore.

## Carriera
Con la nazionale polacca ha vinto la medaglia d'argento ai Giochi olimpici 1992.

## Palmarès

### Club

#### Competizioni nazionali
- Campionato polacco di seconda divisione: 1

Widzew Lodz: 1990-1991
- Campionato polacco: 2

Widzew Lodz: 1995-1996, 1996-1997
- Supercoppa di Polonia: 1

Widzew Lodz: 1996

### Nazionale
- Argento olimpico: 1

Barcellona 1992